# Monoleuca albicollis
Monoleuca albicollis är en fjärilsart som beskrevs av Forbes 1930. Monoleuca albicollis ingår i släktet Monoleuca och familjen snigelspinnare. Inga underarter finns listade i Catalogue of Life.